# Adam Abel (Schriftsteller)
Adam Abel (geboren 29. Januar 1886 in Elberfeld als Rudolf Heinrich Krommes; gestorben 8. Mai 1945 im Konzentrationslager Flossenbürg) war ein deutscher Kunsthistoriker, Schriftsteller, Religionsphilosoph, Bildhauer und Maler. Er lebte in München in der Ainmillerstraße 5.

## Leben
Er war der Sohn eines Textilfabrikanten aus Elberfeld. Nach dem Schulbesuch studierte er u. a. Kunstgeschichte und Philosophie an der Universität Marburg, wo er ein Schüler von Paul Natorp war. Nach dem Universitätsbesuch und erfolgreicher Promotion wirkte Rudolf Heinrich Krommes als Kunsthistoriker,  Schriftsteller und Autor. Daneben trat er aufgrund seiner künstlerischen Begabung auch als Bildhauer und Maler in Erscheinung.
Während des Nationalsozialismus wurde er in das KZ Flossenbürg gebracht, wo er 1945 nach der Befreiung an den Nachwirkungen der Lagerhaft starb.

## Werke (Auswahl)
- Studien zu Frederigo Barocci, Leipzig, Seemann, 1912.
- Von der Liebe, München, o. J. [1925]
- Einige Grundsätze des Istist-Bundes von wahrer Religion und wahrem Glauben, München, o. J. [1926]
- Wörterbuch des Glaubens für jedermann. Enthält die Grundsätze der Istist-Lehre zur Offenbarung der Geheimnisse der wahren Glaubens und der reinen Lehre, München, 1927
- Was ist Wahrheit, 1927
- Das dritte Reich, München, 1927
- Eins in Einem, München, o. J. [1928]